# Pål Jacobsen
Pål Jacobsen [pol jakobsen] (* 20. května 1956, Molde, Norsko) je bývalý norský fotbalový útočník a později fotbalový trenér. Nastupoval i v norské fotbalové reprezentaci.
Jeho bratrem je bývalý fotbalista a norský reprezentant Tom Jacobsen.

## Klubová kariéra
Na klubové úrovni hrál v Norsku v klubech Hamarkameratene (HamKam) a Vålerenga IF. V roce 1981 se stal se 16 vstřelenými góly nejlepším kanonýrem nejvyšší norské fotbalové ligy. S Vålerengou vyhrál třikrát norskou nejvyšší ligu (1981, 1983, 1984).

## Reprezentační kariéra
V A-týmu Norska debutoval 15. 5. 1975 v Helsinkách proti týmu Finska (výhra 5:3). Celkem odehrál v letech 1975–1986 za norský národní tým 42 zápasů a vstřelil 13 gólů.